# ゴンシャノサウルス
ゴンシャノサウルス（Gongxianosaurus）はジュラ紀前期トアルシアンに生息していた基盤的な竜脚類の属である)。唯一の種はGongxianosaurus shibeiensisで、中国四川省で発見された4つの部分的もしくは完全な骨格に基づいており、既知の初期竜脚類としては最も完全な骨格である。この骨格は両手と頭部の大部分が失われているが、他の大部分が保存されている 。ゴンシャノサウルスは1998年の単報で初めて命名、記載された 。しかし、より詳細な記載は現在まで行われていない 。タイプ種であるGongxianosaurus shibeiensis は発見地近くの四川省宜賓市珙県（ピンイン:Gǒng Xiàn）石碑(shí bēi)村にちなんでいる。

## 記載
ゴンシャノサウルスは体長14 mほどであった。細長い前肢は後肢の70-75%に達する長さで、他の竜脚類と同じように四足歩行であったことがうかがえる 趾骨は短く、太く、竜脚類にみられる典型的な形状である。
各趾の趾骨の数（phalangeal formula）は内側から順に2-3-4-5-1である。最も外の趾を除いて鉤爪を持っていた 。他の竜脚類とは異なり、側腔（椎骨の側面にある深い空洞）は無かった;それゆえ、椎骨はかなり重かったようだ。仙骨は後の竜脚類より少ない3つの仙椎が癒合してもので構成されていた。血道弓は分岐していなかった。
竜脚類の重要な特徴の一つに四肢の骨化の減少-つまり骨が軟骨で置換される傾向がある。ゴンシャノサウルスは既知では唯一の骨化した足根骨を持つ竜脚類である。ゆえに、ゴンシャノサウルスが最も基盤的な竜脚類の1つであるか、もしくは他の初期の竜脚類にも骨化した足根骨は存在したが、化石としては断片的過ぎて保存されていないかのいずれかということになる。

## 分類
まだ、化石が十分に記載されていないため、分岐学的解析に使用できる形質は限られている。なので、ゴンシャノサウルスについての分岐学的解析はあまり行われていない。最近の解析であるApaldetti et al. (2011)ではゴンシャノサウルスはヴルカノドン、タゾウダサウルス、イサノサウルスよりも原始的で、アンテトニトルス、レッセムサウルス、ブリカナサウルス、カメロティア、メラノロサウルスよりは派生的であることが示されている。

## 発見
ゴンシャノサウルスの化石は四川省石碑村近郊の大山鋪累層（en）の一部である自流井累層（en）（東岳山部層）の紫色泥岩から発見された 。この泥岩はトアルシアン（1億8270万年前-1億7410万年前）のものと考えられる 。それゆえ、ゴンシャノサウルスは地質学的には"原竜脚類"のルーフェンゴサウルスより新しい時代の生物であるが、基盤的な竜脚類であるシュノサウルスよりは古い生物である。
化石は1997年5月の地質探査中に発見された。発掘は同月中に開始され、約200 m2四方の面積での豊富な化石発掘につながった。新しい恐竜属に関する多くの化石が発掘されるかたわら、獣脚類の化石も発見された。竜脚類の化石はほぼ同じ大きさの個体に由来する、部分的なものからほぼ完璧なものまでの4個体分が発見された。大部分の化石が発見されたが、手の骨はなく、頭部も前上顎骨（en）と歯を除いて見つからなかった。1998年、これらの竜脚類の化石は何新禄（He Xinlu）らにより簡易的に新属新種Gongxianosaurus shibeiensisとして単報に記載された 発表時点で化石は未だ発掘中であり、より詳細な記載が告知された。2000年にLuo YaonanおよびWang Changshengにより2番目の短い記載が発表されたが、2年前に発表された記載について触れず、ゴンシャノサウルスを新しい竜脚類として発表したものであった 。また多くの情報は既に何新禄らによって既に発表されたものであった。
LuoとWangはいくつかの骨はタイプ種G. shibeiensisのものではなく、ゴンシャノサウルスの第2の種のものである可能性を示した。

## 参照
1. 1 2  “Gongxianosaurus”. The Paleobiology Database. 24 Decembre 2012閲覧。
2. 1 2 3 4 5 6 7 8 9 10  Yaonan, Luo; Wang Changsheng (2000). “A New Sauropod, Gongxianosaurus, from the Lower Jurassic of Sichuan, China”. Acta Geologica Sinica - English Edition 74 (2):  132–136. doi:10.1111/j.1755-6724.2000.tb00440.x. ISSN 1755-6724.
3. 1 2 3 4 5 6  He, Xinlu; Wang Changsheng, Liu Shangzhong, Zhou Fengyun, Liu Tuqiang, Cai Kaiji, Dai Bing (1998). “A new species of sauropod from the Early Jurassic of Gongxian Co., Sichuan”. Acta Geologica Sichuan 18 (1):  1–7.
4. ↑  Upchurch, Paul (2004). Weishampel, Dodson, Osmólska. ed. The Dinosauria (2nd ed.). University of California Press. p. 298. ISBN 0-520-24209-2
5. 1 2  Wilson, Jeffrey (2005). “Overview of Sauropod Phylogeny and Evolution”. In Rogers and Wilson. The Sauropods: Evolution and Paleobiology. University of California Press. pp. 26–28. ISBN 0-520-24623-3
6. 1 2  Apaldetti, Cecilia; Ricardo N. Martinez, Oscar A. Alcober, Diego Pol (9 November 2011). “A New Basal Sauropodomorph (Dinosauria: Saurischia) from Quebrada del Barro Formation (Marayes-El Carrizal Basin), Northwestern Argentina”. PLoS ONE 6 (11):  16. doi:10.1371/journal.pone.0026964.
7. 1 2  Glut, Donald F. (2003). “Gongxianosaurus”. Dinosaurs: The Encyclopedia. 3rd Supplement. Jefferson, North Carolina: McFarland & Company, Inc.. pp. 349–350. ISBN 0-7864-1166-X